# L'ombra del leone
L'ombra del leone (The Venetian Betrayal) è il terzo libro della saga riguardante Cotton Malone, personaggio inventato dallo scrittore Steve Berry. Pubblicato nel 2007, in Italia è uscito in traduzione l'anno successivo.

## Trama
Fuoco ovunque, che si propaga ad una velocità spaventosa: quando Cotton Malone riprende conoscenza all'interno del Museo di Cultura Greco-Romana di Copenaghen, le fiamme sono tutt'intorno a lui e stanno per raggiungerlo. In quel momento, Cassiopea Vitt accorre in suo aiuto e insieme riescono miracolosamente a sfuggire all'incendio. Sconcertato e confuso, Malone si confronta con Henrik Thorvaldsen, l'eccentrico miliardario danese proprietario del museo, e scopre che quell'incendio è servito da copertura per il furto di un'antica moneta greca: secondo la leggenda, infatti, esistono otto decadracme che, se affiancate, mostrano la soluzione del Rebus di Tolomeo, un enigma che indica l'ubicazione della tomba di Alessandro Magno. Nel frattempo, a Samarcanda, il primo ministro della Federazione Centroasiatica, nata dalla fusione di alcune ex Repubbliche sovietiche, è in attesa di sapere se i suoi uomini si sono impossessati della moneta conservata a Copenaghen.
Per risolvere uno dei più grandi enigmi dell'antichità e sventare una guerra batteriologica in Asia, Cotton Malone dovrà ricostruire la storia delle monete e scoprire cosa nasconde la tomba di Alessandro Magno. Un mistero intricato e sfuggente, perché la chiave del segreto si cela nella cripta della basilica di San Marco.

## Edizioni in italiano
- Steve Berry, L'ombra del leone: romanzo, traduzione di Elisa Villa, Nord, Milano 2008 ISBN 978-88-429-1578-2
- Steve Berry, L'ombra del leone: romanzo, traduzione di Elisa Villa, TEA, Milano 2010 ISBN 978-88-502-2113-4
- Steve Berry, L'ombra del leone, Superpocket, Milano 2012 ISBN 978-88-462-1129-3
- Steve Berry, L'ombra del leone: romanzo, traduzione di Elisa Villa, TEA, Milano 2019 ISBN 978-88-502-5503-0